# Rivne oblast
Rivne oblast är ett oblast (provins) i västra Ukraina. Huvudort är Rivne. Andra större städer är Ostroh.
Rivne oblast är beläget i den historiska regionen Volynien, som tillhörde Polen åren 1918–1939. Under polsk-sovjetiska kriget 1939 införlivades området med Ukrainska SSR och delades upp i oblasten Rivne, Ternopil och Volyn.